# Jardim (Mato Grosso del Sur)
Jardim es un municipio brasileño del estado de Mato Grosso del Sur. Se localiza a una latitud de 21°28′48″ S y a una longitud de 56°8′16″ O. Tiene una población de 23 351 habitantes (IBGE 2007), una superficie de 2 201 725 km², lo que da una densidad demográfica de 10.58 hab./km².Tiene um PIB de R$86,010,926.98 dólares (IBGE/2005) y uno IDH de 0.774.
- Datos: Q927504
- Multimedia: Jardim (Mato Grosso do Sul) / Q927504